# كاتشانيك
كاتشانيك هي مدينة من مدن كوسوفو. يبلغ عدد سكانها 33,784 نسمة وذلك حسب إحصائيات سنة 2014. يبلغ ارتفاع المدينة عن سطح البحر قرابة 671 متر. تبلغ مساحتها 211 كم².